# Acrijos
Acrijos es un despoblado de la provincia de Soria,  partido judicial de Soria, Comunidad Autónoma de Castilla y León, España. Pueblo de la comarca de  Tierras Altas que pertenece al municipio de San Pedro Manrique.
Desde el punto de vista jerárquico de la Iglesia católica forma parte de la diócesis de Osma la cual, a su vez, pertenece a la archidiócesis de Burgos.
En la Ruta de los Pueblos Abandonados.

## Geografía
Acrijos pertenece a la comarca de Tierras Altas, ubicada en el norte de la provincia, en el límite con La Rioja bañado por el río Zanzano, afluente por la derecha del  Mayor en la vertiente mediterránea y afluente del río Alhama al sur de la sierra de Achena y al norte de la de Alcarama.
En torno a Acrijos (1154 m s. n. m.) se alternan margas obscuras y calizas en capas. El terreno es quebrado en su mayor parte y de regular calidad, según Pascual Madoz. 
El collado de Valdecubas comunica la localidad con la de Vea.
Yacimiento paleontológico de Barranco de Acrijos.

## Historia
La localidad fue creciendo en torno a la iglesia de San Sebastián "In Solidum". La parroquia tuvo unas de las primeras partidas bautismales de la Corona de Castilla, a finales del siglo XV, medio siglo antes del Concilio de Trento, que las estableciera como obligatorias. 
En 1827, Acrijos era una de las cinco aldeas de San Pedro Manrique.
A la caída del Antiguo Régimen la localidad se constituye en municipio constitucional en la región de Castilla la Vieja, partido de Ágreda, que en el censo de 1842 contaba con 42 hogares y 170  vecinos.
Acrijos experimentó emigración a México durante el siglo XX. 
A finales del siglo XX este municipio desaparece porque se integra en San Pedro Manrique. Contaba entonces con 21 hogares y 96 habitantes en una superficie de 10,3 km².
Para la administración eclesiástica, la localidad pertenecía a la diócesis de Osma, y al partido judicial de Ágreda para la administración de Justicia.

## Geografía humana

### Demografía
| Gráfica de evolución demográfica de Acrijos entre 1842 y 1960 |
| |
| Población de derecho según los censos de población del INE Población de hecho según los censos de población del INEEntre el censo de 1970 y el anterior, este municipio desaparece porque se integra en el municipio 42165 (San Pedro Manrique) |

- Gentilicio: Acrijeños, acrijeñas
- Apodo: Esteperos

## Personalidades
- Fray Juan de la Fuente (h. 1593, t 17 de julio de 1632), cantor bajo, organista y corrector mayor del monasterio de El Escorial.[11]
- Javier Ortega, periodista

## Sociedades
- Asociación de Amigos de Acrijos
- Asociación de Pueblos de la Alcarama (Sarnago, Acrijos, San Pedro Manrique, Taniñe, Vea, Fuentebella, Valdenegrillos, El Vallejo)

## Enlaces
- Web de Acrijos, de Carlos Jiménez
- Acrijos (enlace roto disponible en Internet Archive; véase el historial, la primera versión y la última).